# Ljubomir Pipkow
Ljubomir Panajotow Pipkow (auch Lyubomir Panayotov Pipkov geschrieben, bulgarisch Любомир Панайотов Пипков; 6.jul. / 19. September 1904greg. in Lowetsch; † 9. Mai 1974 in Sofia) war ein bulgarischer Komponist.
Der Sohn des Komponisten Panajot Pipkow studierte an der Nationalen Musikakademie von Sofia und war von 1926 bis 1932 Schüler von Paul Dukas. Danach wurde er zunächst Korrepetitor und Chordirigent an der Oper von Sofia und schließlich deren Direktor. Seit 1948 wirkte er als Professor für Gesang am Konservatorium.
Er komponierte vier Sinfonien, ein Klavier-, ein Violin-, ein Cello- und ein Klarinettenkonzert, kammermusikalische Werke, ein Oratorium, eine Kantate, Klavierstücke, Chorwerke, Lieder und Filmmusiken.
Gemeinsam mit seinem Vater ist er seit 2017 Namensgeber für den Pipkow-Gletscher auf der Alexander-I.-Insel in der Antarktis.